# Більське озеро
Більське озеро (нім. Bielersee, фр. Lac de Bienne) — проточне озеро в кантонах Берн та Невшатель, західна Швейцарія. Озеро є частиною річки Ааре (ліва притока Рейну), також через канал Ціль (нім. Zihlkanal) отримує води з озера Невшатель.
Належить до альпійського гірського масиву Юра. На північному сході, біля витоку річки Ааре розкинулося місто Біль (аглом. 89 000 осіб). Озеро розташоване на межі між німецькомовною (схід) та франкомовною (захід) зонами.

## Географія
Озеро протягнулося видовженим трикутником на 15 км з південного заходу на північний схід, де з нього витікає річка Ааре. В найширшому місці — 4,1 км. Озеро гірське, глибоке — максимальна глибина 74 м, середня 30 м.
На південному сході острівець Св. Петра, який є кінцем підводної гряди. В посушливі роки підводна гряда проступає з води й острів стає півостровом. Острівець є популярним місцем для прогулянок туристів.

## Населення
Більша частина озера належить до кантону Берн. До кантону Невшатель належить дуже незначна частка поверхні озера. Проте саме поверхня Більського озера на висоті 429 м нрм є найнижчою точкою цього кантону.
Навколо озера розташовано низка міст:
- Біль (53,667 осіб)
- Нідау (6,894)
- Ле-Ландерон (4,467)
- Іпзах (4,015)
- Ла-Неввіль (3,682)

## Промисловість
В місті Біль розташована штаб-квартира корпорації Swatch Group (25 % годинників світу). Також навколо озера розташовані потужності корпорації Rolex.